# Feminismo en Ecuador

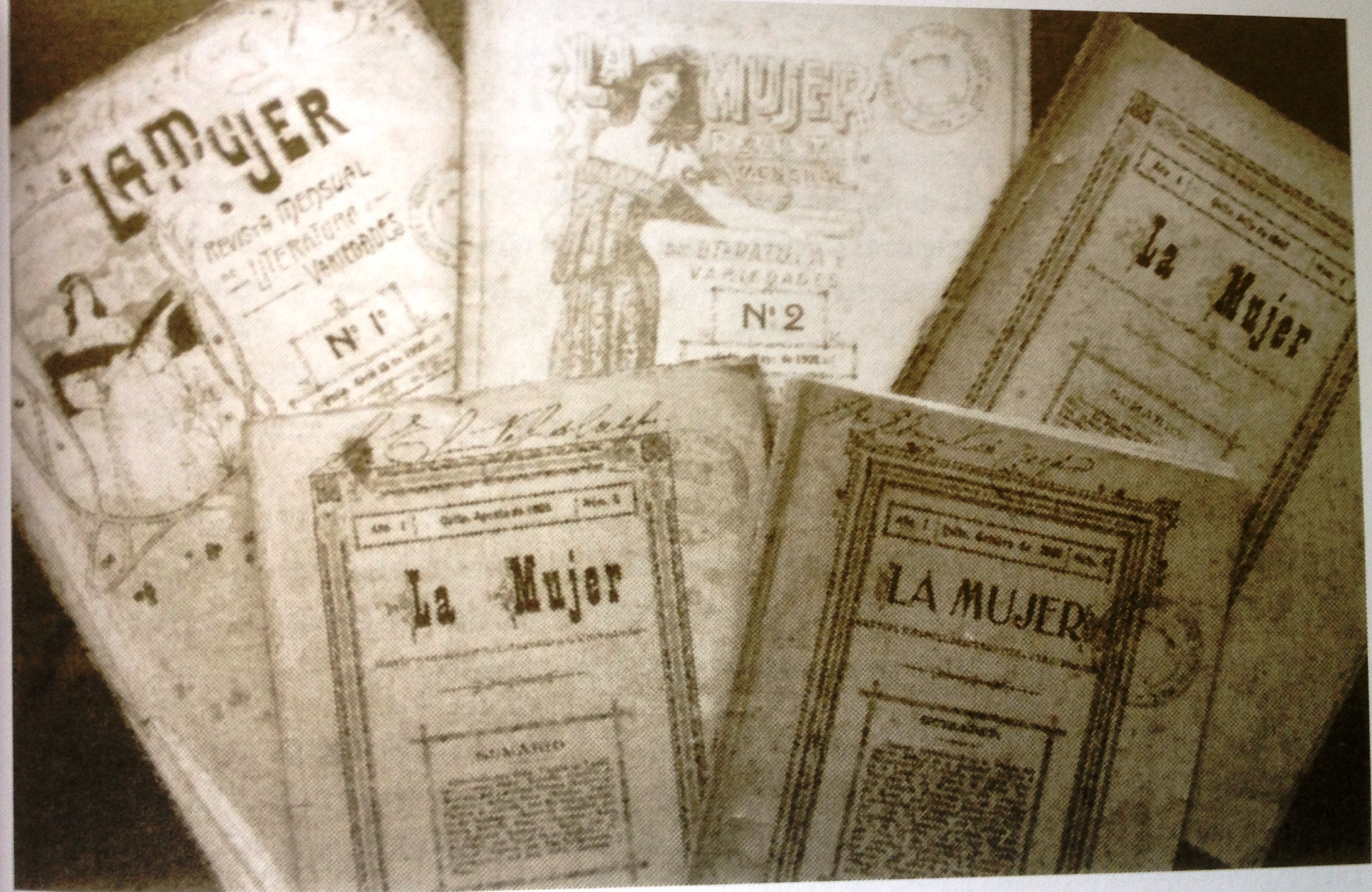
Revista La Mujer, primera revista feminista en el Ecuador, fundada por Zoila Ugarte de Landívar en 1905

El feminismo en Ecuador es la expresión particular de este país del movimiento político feminista que busca la equidad en las relaciones entre hombres y mujeres. 
En este sentido han destacado importantes mujeres desde intelectuales durante la ilustración en Ecuador y precursoras de la independencia en el siglo XVIII, como Magdalena Dávalos y Maldonado, Manuela Espejo, y María Estefanía Dávalos y Maldonado, hasta las heroínas de la independencia como Manuela Sáenz y Manuela Cañizares. Su presencia y contribuciones continuaron durante la república, con figuras influyentes en la política como Marietta de Veintimilla, y en el ámbito literario con destacadas escritoras como Dolores Veintimilla de Galindo, Mary Corylé y Alicia Yánez Cossío. Asimismo, pioneras del periodismo como Zoila Ugarte de Landívar y activistas por el sufragio femenino como Matilde Hidalgo de Procel marcaron hitos importantes en la lucha por la igualdad de derechos. En la política destacaron figuras como Dolores Cacuango, Tránsito Amaguaña, Nela Martínez y Rosalía Arteaga quienes lideraron movimientos sociales y políticos en defensa de los derechos de los trabajadores e indígenas y ocuparon importantes cargos políticos.

## Historia

### Las mujeres y la ilustración
Durante el siglo XVIII destacaron Magdalena Dávalos y Maldonado, Manuela Espejo y Estefanía Dávalos y Maldonado. Estas mujeres se destacaron por su avanzada educación en muchos campos como el arte, la escultura, la política, y la ciencia. Además fueron precursoras de la independencia de Ecuador. Dávalos y Maldonado, rrovenía de una familia prominente, puesto que era sobrina de Pedro Vicente Maldonado y sería conocida como intelectual y artista. Fue la única mujer en formar parte de la Sociedad Patriótica de Amigos del País.  Su fluidez en idiomas y su destreza en las artes la convirtieron en una figura admirada por los científicos de la misión geodésica. Por otro lado, también parte de esta destacada familia, Estefanía Dávalos y Maldonado fue una religiosa, escultora y pintora ecuatoriana, su obra más importante es la La Virgen del Carmen tallado en el altar mayor del monasterio de El Carmen Nuevo o Bajo, en Quito. Su escultura fue muy importante y perteneció al movimiento de la Escuela Quiteña del siglo XVIII, junto a Bernardo de Legarda. Por último también de suma importancia es la vida de Manuela Espejo, hermana del prócer Eugenio, y que fuera además pionera del periodismo y la enfermería. Se casaría con José Mejía Lequerica y apoyaría los movimientos autonomistas durante la independencia. Sería conocida por sus escritos, que se publicarían bajo el seudónimo de "Erophilia", lo que le permitió abordar temas de justicia social, derechos de la mujer en el periódico Primicias de la Cultura de Quito.

### Las mujeres en la independencia

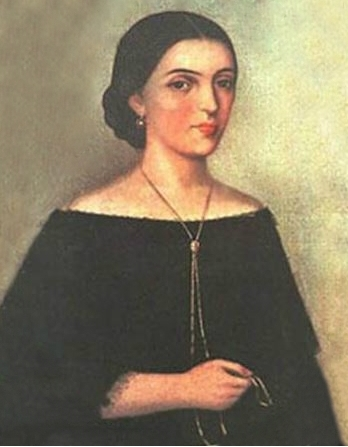
Manuela Sáenz

Durante la independencia de Ecuador, muchas mujeres desempeñaron papeles cruciales. Entre ellas destacan Manuela Cañizares, Rosa Zárate, Manuela Sáenz, Mariana Carcelén, y Mercedes Jijón. Cañizares sería recordada por que ofreció su casa para reuniones de patriotas en 1809. Su liderazgo impulsó a los revolucionarios a la acción. Su legado incluye intelecto, activismo y valentía en la historia de Ecuador. En su casa, el grupo de patriotas se reunió. La madrugada del 10 de agosto de 1809, depusieron a las autoridades coloniales españolas. Instalaron una Junta de Gobierno Autónoma. Por otro lado, Rosa Zárate participó en la revolución independentista igualmente. Se casó con Nicolás de la Peña Maldonado y junto a su esposo lucharon por la independencia de la República del Ecuador. Se la considera una de las mujeres emblemáticas de la independencia. Instó a su esposo y amigos en la lucha por la libertad de Ecuador del sistema opresor de los españoles. El compositor Sixto María Durán Cárdenas, le dedicaría un himno en su honor. A esto le sigue, Manuela Sáenz quien fue una política y militar destacada. Recibió la orden peruana de «caballeresa del Sol» en 1822 por José de San Martín. Por sus méritos durante la independencia en la Batalla de Junín, el Congreso de la Gran Colombia le otorgó el rango de coronel. Además sería conocida por el título que Simón Bolívar le otorgaría: "Libertadora del Libertador" gracias a que le salvaría la vida durante la conspiración Septembrina en Bogotá. Por otro, lado, Mariana Carcelén perteneció a una familia aristocrática con títulos nobiliarios durante la Audiencia de Quito. Fue esposa de Antonio José de Sucre por lo que se la considera la primera dama de Bolivia. Por último, Mercedes Jijón fue esposa del primer presidente de Ecuador, Juan José Flores. Fue la primera dama de la nación.

### La política durante la República

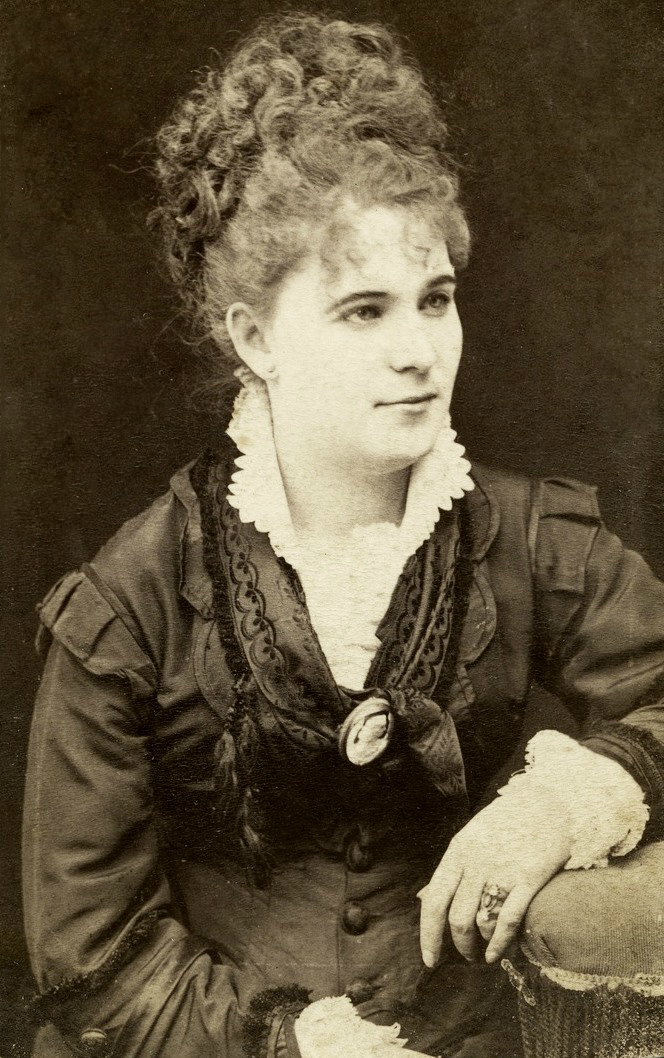
Marietta de Veintimilla alrededor de 1883, en su último año como Primera Dama de la República del Ecuador.

Una de las mujeres más importantes en la política de esta época fue Marietta de Veintimilla. Nacida en Guayaquil el 8 de septiembre de 1858 fue una política, escritora y terrateniente ecuatoriana. Por su importante rol en la política como primera dama sería conocida popularmente como "la Generalita". Fue sobrina del presidente Ignacio de Veintemilla y sin embargo sería posicionada como primera dama de la nación y encargada del poder supremo en los periodos de ausencia de su tío. Por esta razón Marietta se convirtió en la mujer que mayor poder ha tenido en la historia de Ecuador. Dentro de las obras importantes se recuerda que construyó el Teatro Nacional Sucre, rediseñó el parque La Alameda, reestructuró el Hospital San Juan de Dios. Marietta publicó además en 1890 su obra maestra en el campo literario: Páginas del Ecuador, un texto de 411 hojas. Trabajó en el diario limeño El Proscrito, mientras estuvo exiliada en Perú, y posteriormente en el año 1900 empezó a colaborar con el diario quiteño La Sanción, desde donde trabajó los primeros esbozos de la precandidatura presidencial del General Veintemilla. Mantuvo una relación tensa con otras mujeres de la época. Entre ellas Lastenia Larrivia, quien fuera esposa de Numa Pompilio Llona y que por razones políticas abandonó el país y solamente regresaría después de la caída de Ignacio Vientimilla, tío de Marietta.

### El romanticismo y el realismo literario
La primera novela de Ecuador llamada La Emancipada, por Miguel Riofrío, aborda temas feministas y es un ejemplo del realismo literario en este país. El argumento gira en torno al personaje llamado Rosaura, una mujer que es obligada por su padre a casarse con un hombre al que no conoce, por lo que decide rebelarse contra el sistema patriarcal que la oprimía. Se tratan temas como la rebelión contra los abusos del sistema patriarcal y la necesidad de educación para las mujeres.
Durante el romanticismo en Ecuador, destacaron Dolores Veintimilla de Galindo y Mercedes González Tola. Veintimilla legó una obra romántica marcada por la representación de la mujer, expresando la estética de esa época como fue la tristeza, la añoranza y la frustración amorosa, influenciada por la subjetividad femenina, como se evidencia en su poema "Quejas". Su pensamiento feminista y el fracaso matrimonial moldearon su vida y obra, enfrentando el machismo de la sociedad cuencana que la llevó a un trágico final. Por otro lado, Mercedes González Tola, destacada poetisa y dramaturga guayaquileña del segundo romanticismo nacida en 1860, cultivó un profundo sentimentalismo y melancolía en sus obras, explorando la vida familiar bajo la influencia de su infancia y pérdidas personales, con títulos notables como "Reminiscencias" y "Cantos del Hogar". La pérdida de su primer hijo y el nacimiento de su hija María influyeron profundamente en su poesía, que se centraba en la vida hogareña y los recuerdos personales. "Reminiscencias" le dio el apelativo de Heredera del grandioso lirismo de Dolores Veintimilla de Galindo. A pesar de la viudez y las dificultades económicas, se dedicó a su familia y, en sus últimos años, participó activamente en el movimiento feminista, dirigiendo la Biblioteca Nacional y contribuyendo a la primera revista feminista ecuatoriana, dejando un legado significativo hasta su muerte en 1911.
En este sentido también destacarían Dolores Sucre y Lastenia Larrivia de Llona. Dolores Sucre fue discípula del poeta romántico español Fernando Velarde y destacó por su poesía romántica. En 1905, recibió la Lira de Oro de parte del poeta Numa Pompilio Llona como reconocimiento por su obra lírica, la cual quedó plasmada en su libro "Poesías" publicado en Barcelona en 1914. Por su parte Lastenia Larrivia, originaria del Perú, se casaría con Numa Pompilio Llona y viviría con él en Guayaquil. Mantuvo amistad con Dolores Sucre y Mercedes González Tola. 

### El periodismo
Zoila Ugarte de Landívar, conocida también por su seudónimo Zarelia, e Hipatia Cárdenas de Bustamante, conocida también por su seudónimo Aspacia, fueron destacadas escritoras, periodistas, activistas por los derechos humanos y feministas ecuatorianas, consideradas pioneras en la defensa del sufragio femenino en Ecuador. Ugarte de Landívar fue la primera mujer en ejercer el periodismo en Ecuador, iniciando su carrera en la segunda mitad de la década de 1880 y utilizando el seudónimo Zarelia en el semanario Tesoro del Hogar. Además, fue la primera directora del periódico político La Prensa en 1911, fundó la revista liberal La Mujer en 1905 y dirigió la Biblioteca Nacional. En el ámbito del activismo, fundó la Sociedad Feminista Luz del Pichincha en 1922 y el Centro Feminista Anticlerical en 1930, luchando por el respeto al voto femenino tras su aprobación en 1929. Desde sus publicaciones en diversas revistas y diarios, Zoila Ugarte defendió la doctrina liberal y criticó los problemas sociopolíticos de su tiempo, llegando a sugerir la renuncia del presidente Eloy Alfaro. Paralelamente, luchó por la educación, igualdad, emancipación económica, el derecho al voto y la participación política de las mujeres. Fundó el Centro de feministas anticlerical y la Sociedad Feminista Luz del Pichincha, creando escuelas gratuitas para mujeres y denunciando las condiciones de las mujeres en prisión. Por su parte, Cárdenas se convirtió en la primera mujer consejera de Estado en 1929 y la primera candidata presidencial en 1932, también luchando por el derecho al voto femenino. Publicó "Oro, rojo y azul" en 1943 y colaboró en El Día, El Comercio. Fundó el "Grupo América" en 1931 para promover la cultura y el pensamiento crítico, y se manifestó contra la violencia política. Presidió la primera Asamblea Nacional de Periodistas y luchó activamente por los derechos de la mujer. En 1939, publicó "Qué debe hacer el Ecuador para librarse de las dictaduras", consolidándose como una voz influyente en la política. Durante la invasión peruana de 1941, demostró su patriotismo y continuó su lucha por la igualdad de género, plasmando sus ideas en su obra "Oro, rojo, azul". Su activismo y pensamiento crítico la convirtieron en una figura importante en la historia ecuatoriana hasta su fallecimiento en 1972.

### El sufragio femenino

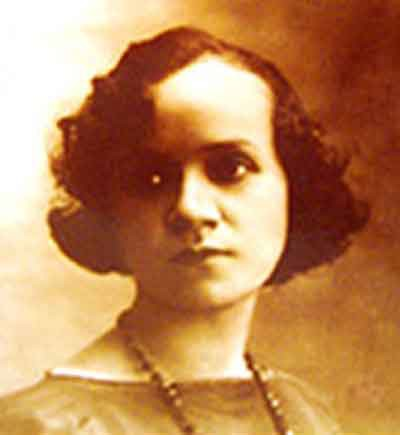
Matilde Hidalgo de Procel

Durante los años de la revolución liberal en Ecuador, el primer hito feminista que se dio dentro de la vida republicana, fue el inicio del sufragio femenino en Ecuador, con la intervención de Matilde Hidalgo de Prócel, lojana, quien acudió a votar por primera vez el 10 de mayo de 1924. Esto la convirtió en la primera mujer en Latinoamérica en votar en una elección nacional, así como la primera ecuatoriana en obtener un doctorado en medicina. Esto lo logró cuando se determinó a continuar sus estudios en la Universidad Central del Ecuador, donde al inicio le fue negada la matrícula. Por esta razón tuvo que trasladarse a Cuenca, donde se inscribió en la Universidad de Azuay, que actualmente es la Universidad de Cuenca. Ahí habló con el rector de aquel entonces, Honorato Vásquez, y obtuvo su Licenciatura en Medicina el 19 de julio de 1919. Posteriormente, fue nombrada vicepresidenta de la Casa de la Cultura Ecuatoriana, y también fue designada presidenta vitalicia de la Cruz Roja Ecuatoriana. Al final de su carrera, recibió la Medalla al Mérito de Salud Pública. Además escribió poesía que fue recopilada en el libro de Jenny Estrada titulado "Matilde Hidalgo de Prócel. Biografía y Poemario".
Su vida estuvo repleta de reconocimientos, entre los que se encuentran la "Condecoración Nacional “Al Mérito”, en el Grado de Oficial" que fue  otorgada por Decreto Presidencial de 1956. Además su ciudad natal, Loja la declaró «Mujer Ilustre» en 1966. Fue incluida en la moneda de cincuenta centavos de dólar de Ecuador en el año 2023.

### La poesía y el erotismo

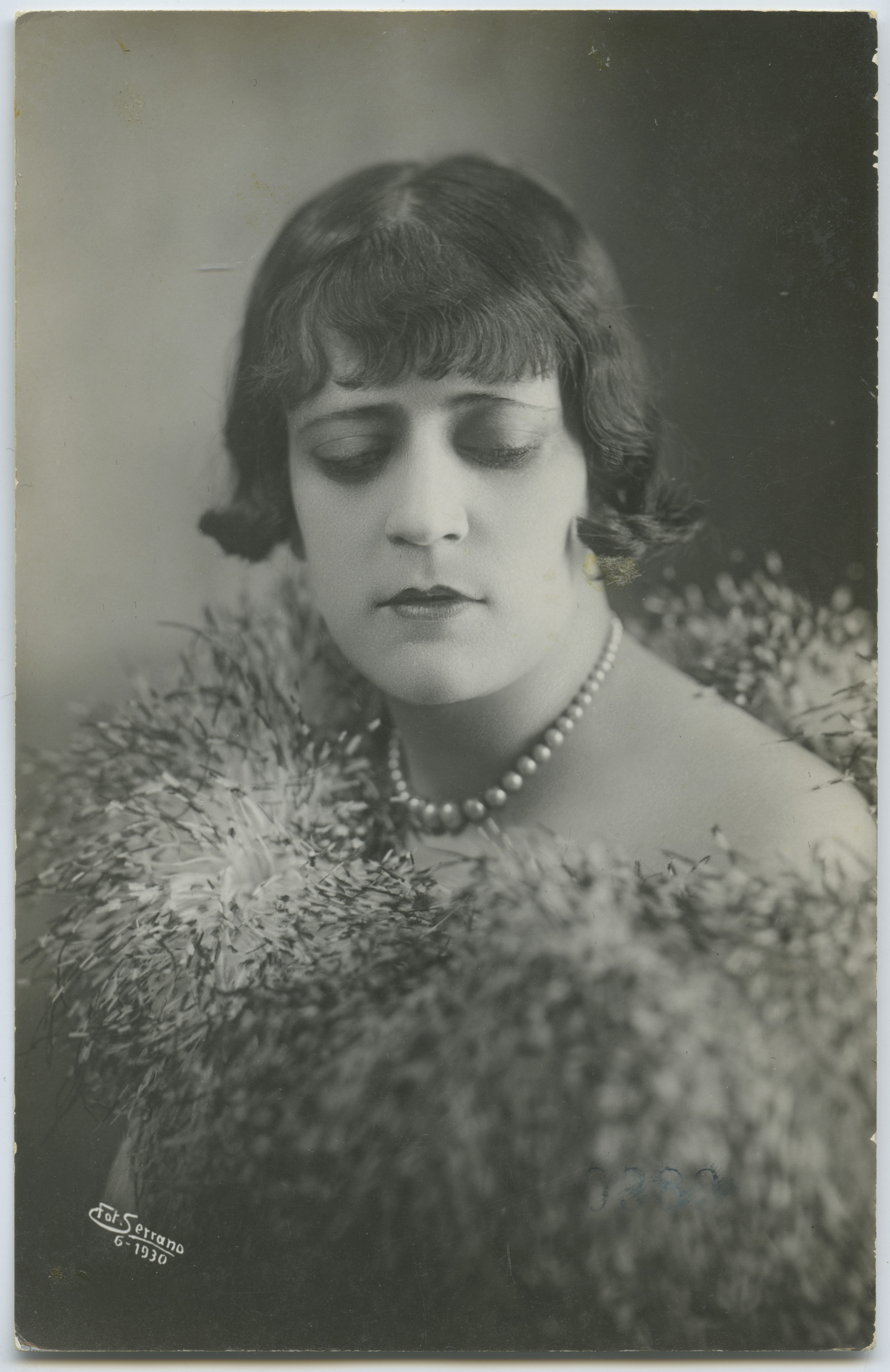
Retrato de Mary Corylé por Manuel J. Serrano

En la primera mitad del siglo XX destacaron en la literatura Mary Corylé y Aurora Estrada y Ayala. Corylé, cuyo nombre de nacimiento es María Ramona Cordero y León, fue una poetisa y escritora cuencana nacida en 1894 y fallecida en 1976. Dejó un vasto legado de veintitrés libros, letras de pasillos y crónicas periodísticas. Su obra fue reconocida lo que la convirtió en la mayor poetisa de su generación. Fundadora de la Biblioteca Municipal de Cuenca, su poesía exploró la dualidad entre lo íntimo-espiritual y lo corporal-naturalista, anticipando la poesía erótica en Ecuador con una obra subversiva e íntima, fusionando lo físico y lo simbólico, lo que la ha valido comparaciones con Julia de Burgos, Alfonsina Storni y, según Víctor M. Rendón, la cercanía a la lírica apasionada de Gabriela Mistral. Por otro lado, Aurora fue una poeta, articulista, narradora, educadora y política ecuatoriana nacida en Puebloviejo en 1901 y fallecida en Guayaquil en 1967, se erige como una voz destacada de la lírica hispanoamericana del siglo XX. Su poesía se centró en lo social, la lucha y el rol de la mujer, dejando obras significativas como el "Himno a la Provincia de Los Ríos" y el "Canto de las Trabajadoras", siendo reconocida con premios como el Primer Premio en "La Fiesta de la Raza" en 1928 y La Lira Poética "María Piedad Castillo de Levi" en 1964. 

### La narrativa y la crítica al feminismo
En la narrativa destacaron Alicia Yánez Cossío y Lupe Rumazo Cobo. Yánez Cossío, fue una escritora, poeta y periodista nacida en Quito en 1928, y destacó por sus narraciones centradas en protagonistas femeninas que buscan su identidad con audacia frente a la sociedad. A lo largo de su carrera, ha recibido importantes reconocimientos nacionales e internacionales, incluyendo el Premio Eugenio Espejo, el Premio Joaquín Gallegos Lara y el Premio Indigo Coté Femmes de París. Yánez tuvo una posición favorable al feminismo, lo que lo expresaría en su novela Yo vendo unos ojos negros.  En contraste, Lupe Rumazo Cobo, nacida en 1933, desarrolló una obra principalmente narrativa y ensayística, caracterizada por la fusión de géneros y la propuesta de su teoría del "intra realismo" para alcanzar la universalidad literaria a través de la inmersión profunda en la realidad. A pesar de haber vivido gran parte de su vida en el extranjero, su obra, que explora temas como el exilio, la identidad y la condición humana con un estilo polifónico e intelectual, ha sido reconocida internacionalmente por autores como Northrop Frye y Ernesto Sabato. A diferencia de Yánez Cossio, su postura ha sido crítica con el feminismo, considerándolo una forma de sectarismo, en línea con la perspectiva de Julia Kristeva en su trilogía El genio femenino.

### La participación política contemporánea

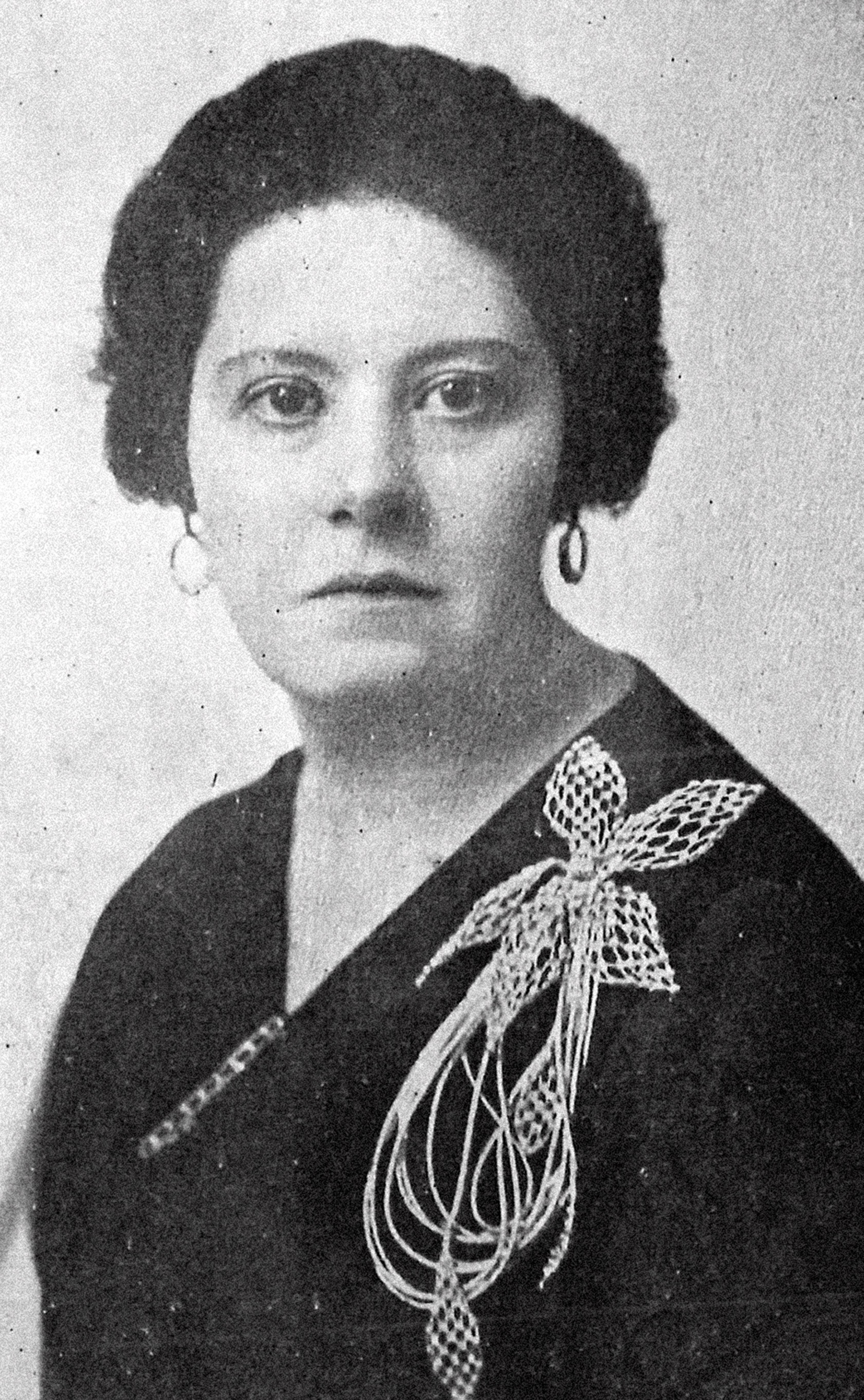
Rosa Borja de Icaza

En la participación política, destacaron durante los primeros años Amarilis Fuentes, Rosa Borja de Icaza. Fuentes sería recordada por ser la primera mujer ecuatoriana en ocupar el cargo de concejala. Sería además amiga de Rosa Borja de Icaza, y juntas tendrían mucha influencia en el feminismo de la  primera mitad del siglo XX. En 1936, Rosa Borja de Icaza, en un discurso radial por el día del Liberalismo, destacó el desarrollo del feminismo en Ecuador. Para ella, la mujer, especialmente como madre soltera y trabajadora explotada, era central en problemas como el infanticidio, siendo el feminismo una necesidad social para lograr justicia, fraternidad y paz, objetivos de su programa de 1913. Respecto a la Legión Femenina de Educación Popular, Borja de Icaza promovió un "feminismo liberal" que buscaba la preparación cívica de la mujer para ejercer el voto democrático, elevando su intelectualidad y nivel social dentro del liberalismo ecuatoriano. Posteriormente destacarían Dolores Cacuango y Tránsito Amaguaña. Dolores Cacuango, fue pionera en la lucha por los derechos indígenas y fundadora de la Federación Ecuatoriana de Indios (FEI), quien junto a Luisa Gómez de la Torre creó la primera escuela bilingüe quichua-español, convirtiéndose en referente de la izquierda y el feminismo ecuatoriano junto a su discípula Tránsito Amaguaña, una activista indígena analfabeta que lideró la primera huelga de trabajadores en Olmedo y luchó contra la explotación doméstica y por la reforma agraria a través del sindicalismo indígena y la promoción de cooperativas.
Por otro lado Nela Martínez y Rosalía Arteaga destacaron en el ámbito político ya que fueron la primera mujer en ser diputada y la primera mujer en ser presidenta respectivamente. Martínez impulsó la creación de sindicatos como la Confederación de Trabajadores de Ecuador y la Alianza Femenina Ecuatoriana, y estableciendo lazos con Cuba, lo que le valió la Orden Ana Betancourt. Arteaga por su parte inició su carrera política como concejala y ministra, luego sería la primera mujer en ser vicepresidenta al ganar las elecciones como binomio de Abdalá Bucaram, y tras su destitución, asumió la presidencia por unos días. Tras su salida de la política, se dedicó al activismo, la literatura y el periodismo, destacando su labor en la Fundación FIDAL y como conductora de televisión.

## Organizaciones feministas en el Ecuador
En abril de 1933 se creó el primer sindicato conformado por mujeres obreras de la fábrica "La Internacional" de Quito. Sin embargo, hasta la década de los 60 se veían muy pocas organizaciones de mujeres en el Ecuador. 
- El Consejo Nacional de mujeres (CONAMU) fue una institución del creada al interior del Estado para fortalecer y potenciar los derechos de las mujeres y la igualdad de género en el ámbito público y político.
- La Unión Nacional de mujeres del Ecuador (UNME)
- La Unión Revolucionaria de Mujeres Ecuatorianas (URME)
- La Unión de Mujeres del Guayas
- La Asociación Femenina Universitaria es una asociación que surge en agosto de 1944 a raíz de la Revolución de mayo de ese año.
- La Asociación Jurídica Femenina de Guayaquil es una asociación que surge en mayo de 1966 y que fue pionera de las reivindicaciones legales femeninas.

### El primer sindicato de mujeres
El 20 de junio de 1976, Ecuador llegó un Acuerdo  0142, el Ministerio de Trabajo crea el Sindicato Nacional Único de Trabajadoras Remuneradas del Hogar (SINUTRHE). El mismo que se conforma de 600 agremiadas, que provienen de 11 provincias del Ecuador. La sede del sindicato es en Quito (Pichincha).
Los documentos legales del SINUTRHE se basan en el Convenio 189 de la Organización Internacional de Trabajo (OIT) que habla sobre las trabajadoras y los trabajadores domésticos. Con dicho convenio la OIT hace un llamado a sus Estados miembros a adoptar las medidas necesarias que aseguren el respeto, promoción y realidad de los principios y derechos fundamentales en el trabajo. 
El sindicato recibe apoyo de la Central Única de Trabajadores (CUT), y su principal objetivo de momento es convocar a trabajadores domésticos a unirseles y brindar capacitaciones a sus integrantes.